# 공룡로 (고성군)
공룡로(Gongryong-ro)는 대한민국의 경상남도 고성군 하이면에서 시작하여, 고성읍까지 연결하는 도로이다.

## 노선 경로
| 이름       | 접속 노선                  | 소재지 | 비고 |
| ---------- | -------------------------- | ------ | ---- |
| 신덕사거리 | 지방도 제1001호선 (남일로) | 하이면 |      |
| 정곡삼거리 | 상족암로                   | 하이면 |      |
| 월흥사거리 | 자란만로                   | 하이면 |      |
| 오방교     |                            | 하일면 |      |
| 독산교     |                            | 하일면 |      |
| 학림교     |                            | 하일면 |      |
| 학동삼거리 | 학동로                     | 하일면 |      |
| 임포삼거리 | 자란만로                   | 하일면 |      |
| 수양교     |                            | 하일면 |      |
| 중촌삼거리 | 장치로                     | 삼산면 |      |
| 용호삼거리 | 두포로                     | 삼산면 |      |
| 장지삼거리 | 두포5길                    | 삼산면 |      |
| 병산교     |                            | 삼산면 |      |
| (이름없음) | 남포로                     | 고성읍 |      |
| (이름없음) | 남해안대로                 | 고성읍 |      |